# Geliebte Hochstaplerin
Geliebte Hochstaplerin (Alternativtitel: …und wer küsst mich?) ist eine deutsche Filmkomödie von Ákos von Ráthonyi aus dem Jahr 1961.

## Handlung
Der Berliner Robert Bolle schmuggelt sich als blinder Passagier auf einen Ozeanriesen, der von Hamburg gen New York in See sticht. An Bord ist auch seine Geliebte Barbara Shadwell, die er heiraten will, die jedoch auf Wunsch ihrer Mutter, der Sirup-Millionärin Ceila Shadwell, den Haferflockenmillionär David Ogden heiraten soll. In die Kabine, die Robert heimlich bewohnt, wird die vermeintlich reiche Martine Colombe einquartiert, deren Kabine in der Touristenklasse doppelt vermietet worden war. Schnell findet Martine den Mann unter ihrem Bett. Robert wiederum bemerkt, dass Martine gar keine feine Dame, sondern ein Mannequin ist, das die aktuelle Kollektion eines Designers gestohlen hat und in Amerika einen Millionär zu heiraten hofft. Man arrangiert sich, da man die Geheimnisse des anderen kennt – sie schläft im und er unterm Bett.
Martine heftet sich an David Ogdens Fersen, und dieser ist begeistert, als sie mit dem gleichen Kleid wie seine Mutter beim Abendessen erscheint und ihr damit zum ersten Mal in ihrem Leben Paroli bietet. Er verliebt sich in sie, was zunehmend wahnhaft-verrückte Folgen hat: David wird unzurechnungsfähig, wenn er verliebt ist. Da ständig drei Aufpasser um ihn herum sind, die eine Verbindung mit Martine verhindern sollen, kommt es bald zu einer handgreiflichen Auseinandersetzung. Als David denken muss, dass Martine ihn tatsächlich nur um seinetwillen und nicht seines Geldes wegen liebt, verschenkt er das familieneigene Vermögen an fremde Passagiere und wird schließlich von seinen Aufpassern weggesperrt.
Martine hat unterdessen ein Zusammentreffen zwischen Robert und Barbara arrangiert. Die erkennt schnell, dass sich Robert und Martine näher sind, als sie es mit Robert je sein würde. Sie gibt schließlich vor, Robert beim Pokern als Preis eingesetzt und verloren zu haben. Die Spielkarten schenkt sie ihm als Andenken und geht.
Am Ende sieht Martine ein, dass sie eigentlich kein Verlangen mehr nach einem Millionär hat. Sie kriecht zu Robert unters Bett und beide überlegen, wie Robert unbemerkt in New York an Land gehen kann und was Barbara eigentlich in der Stadt soll. Sie entscheiden sich zu einem Kartenspiel und Robert findet darin einen Zettel Barbaras: Sie hat für beide die Suite für die Überfahrt New York – Hamburg bezahlt und wünscht ihnen beiden, dass sie sich lieben mögen.

## Produktion
Das Drehbuch des Films entstand nach Motiven des Theaterstücks Die Hochstaplerin von Jacques Deval in der Übersetzung von Charles Regnier. Die Dreharbeiten fanden im Realfilm-Studio Hamburg statt. Die Außenszenen wurden auf der Hanseatic gedreht.
Die Uraufführung war am 16. Februar 1961 im Turm-Palast in Frankfurt am Main.

## Kritik
Der film-dienst kritisierte 1961 die „schwunglos aneinandergereihte[n] Szenen voller Filmhumor-Klischees“ und die „matten lichtlosen Dialoge…“: „Alles wird so bleischwer und langatmig entfaltet, als wolle man mit der Schlafmittelproduktion konkurrieren.“
Das 1990 vom film-dienst herausgegebene Lexikon des internationalen Films bezeichnete Geliebte Hochstaplerin als „langatmige Komödie“. In der Onlineversion verschärfte sich die Formulierung zu „Langatmiger Film, der mit aller Gewalt Komödiengeist beschwören möchte.“